# Gorute de Zorofora
Gorute (em armênio/arménio: Գորութ; romaniz.: Gorutʼ) foi nobre armênio do século IV, ativo no reinado do rei Tigranes VII (r. 339–350). 

## Nome
O nome Gorute (Գորութ, Gorutʼ) tem origem incerta. Nina Garsoïan propôs que possa estar relacionado ao persa médio gōr, "onagro".

## Vida
Gorute pertencia à família principesca de Zorofora, em Gogarena, que Cyril Toumanoff propôs ter sido um ramo cadete da dinastia que governava à época o vitaxado de Gogarena. É possível que tenha sido naapetes (chefe) de sua família e pode ter sido sucedido por Manavazo, citado anos depois. Aparece pela primeira vez em 341/2, quando foi convocado à corte pelo rei Tigranes VII (r. 339–350). Na ocasião, foi um dos nobres armênios que receberam a missão de conduzir Hesíquio I, o Parta para ser consagrado católico em Cesareia Mázaca. Foi identificado com príncipe anônimo de Zorofora que, em 363, no rescaldo da Paz de Nísibis assinada pelo Império Sassânida e o Império Romano, rebelou-se contra o rei Ársaces II (r. 350–368) e apoiou o xainxá Sapor II (r. 309–379).